# مايكل إيربي
مايكل إيربي (بالإنجليزية: Michael Irby)‏ هو ممثل أمريكي، ولد في 16 نوفمبر 1972 ببالم سبرينغس في الولايات المتحدة.

## أعمال

### أفلام
- (2001) القلعة الأخيرة[4]
- (2005) خطة رحلة
- (2009) مواطن ملتزم بالقانون[5]
- (2011) السرعة الخامسة[6]

### مسلسلات
- 24
- اكذب علي
- الإبتدائية[7][8][9]
- الوحدة
- ذا غود وايف
- عقول إجرامية
- قانون ونظام[10]
- كاسل
- هاواي فايف أو

## وصلات خارجية
- مايكل إيربي على موقع IMDb (الإنجليزية)
- مايكل إيربي على موقع ألو سيني (الفرنسية)
- مايكل إيربي على موقع أول موفي (الإنجليزية)
- مايكل إيربي على موقع قاعدة بيانات الأفلام السويدية (السويدية)
- مايكل إيربي على موقع قاعدة بيانات الفيلم (الإنجليزية)
- مايكل إيربي على موقع كينوبويسك (الروسية)